# Helvella solitaria
Helvella solitaria (Petter Adolf Karsten, 1871) din încrengătura Ascomycota, în familia Helvellaceae și de genul Helvella este o specie saprofită de ciuperci comestibile regional destul de răspândită, fiind o descompunătoare ulterioară. O denumire populară nu este cunoscută. Ea trăiește în România, Basarabia și Bucovina de Nord solitar, uneori într-o tufă de mai multe exemplare, pe soluri calcaroase,  prin păduri de foioase și cele mixte, chiar și în zăvoaie cu predilecție sub plopi tremurători și salcii. Rar apare în păduri de conifere. Se dezvoltă de la câmpie la munte din aprilie până în iunie și încă odată, dar mai rar, între septembrie și octombrie.

## Taxonomie

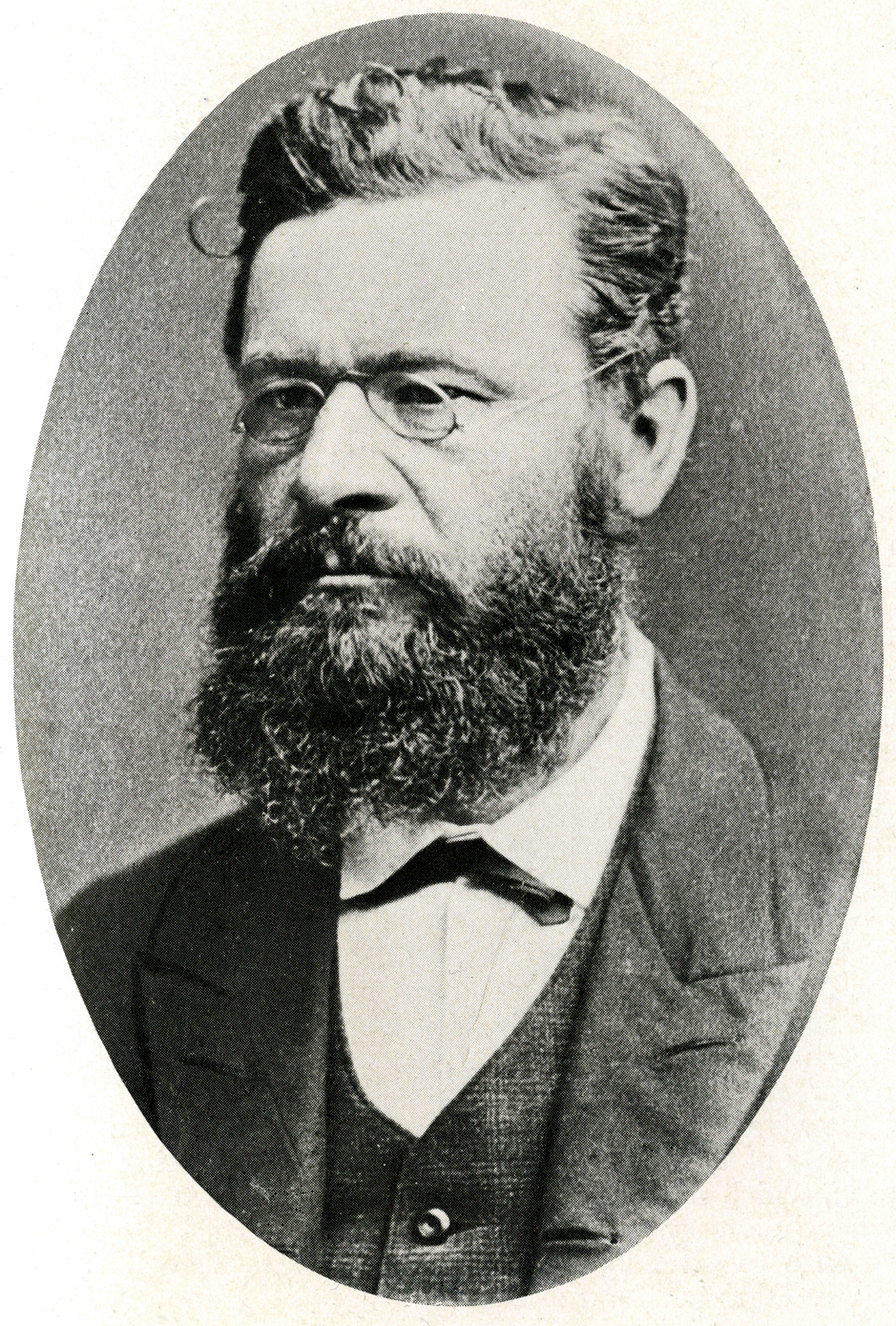
Petter Adolf Karsten

În 1869, micologul finlandez Petter Adolf Karsten a descris un soi nou de bureți drept Peziza solitaria în volumul 10 al jurnalului botanic Notiser ur Sällskapets pro Fauna et Flora Fennica Förhandlingar.
Apoi, în 1871, el însuși a mutat specia la genul Helvella sub păstrarea epitetului, de verificat în volumul 19 al jurnalului botanic Bidrag till Kännedom av Finlands Natur och Folk, acest taxon fiind numele binomial hotărât și valabil până în prezent (2024). Toate celelalte sinonime create sunt acceptate, dar nefolosite.
Încercarea de redenumire, anume Helvella ulvinenii, de compatriotul său Harri Harmaja (n. 1944) din 1979 este determinată între timp drept specie proprie.
Epitetul specific este derivat din cuvântul latin (latină solitarius=individual, nesociabil, solitar, datorită apariției predominante a ciupercii.

## Descriere

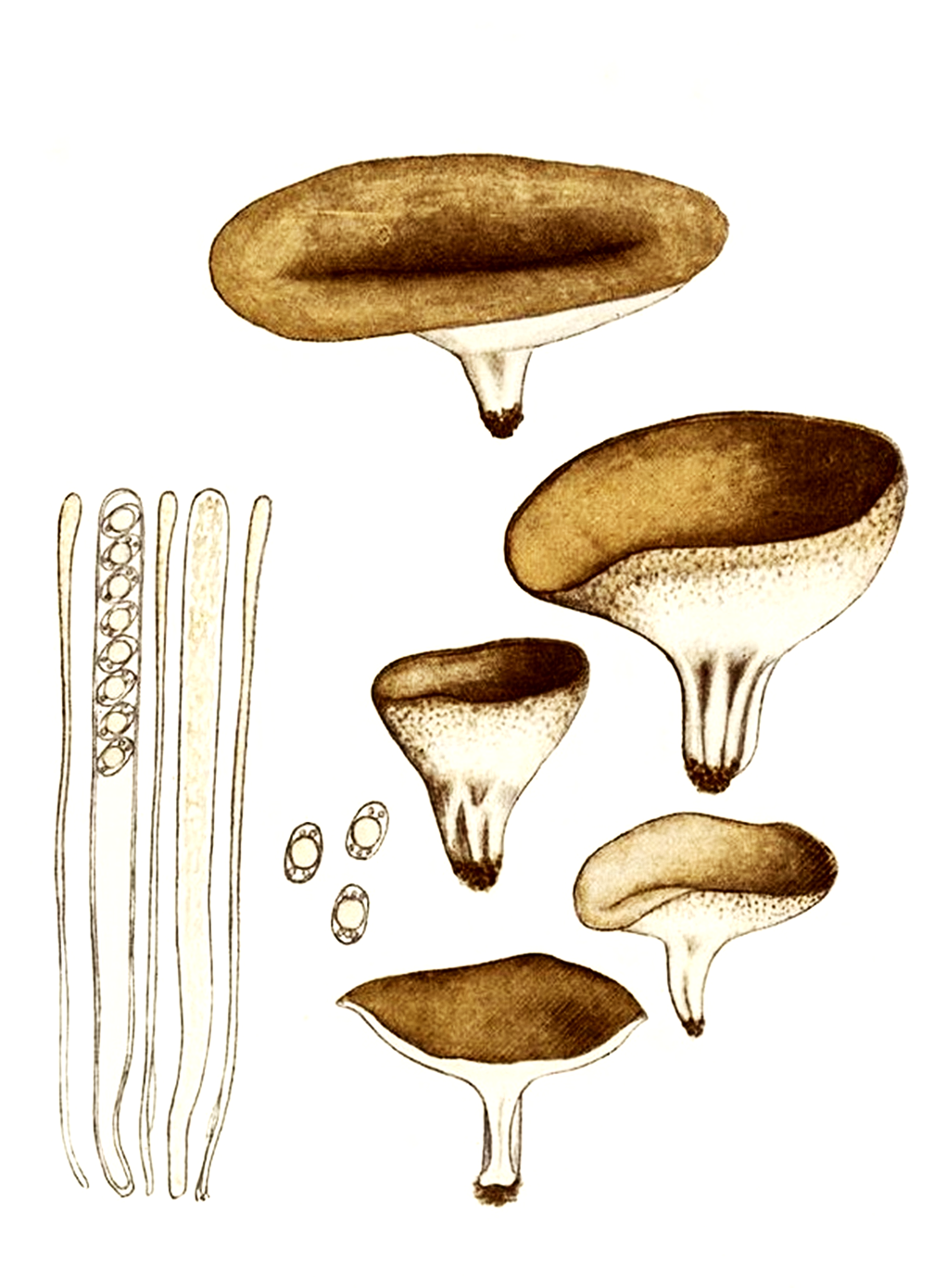
Bres,: Acetabula calyx

- Corpul fructifer: cu o înălțime de 1-4 (5) cm și o lățime de 1,5-5,5 (8) cm, constă dintr-o cupă comprimată, alungit bilobată (rar și trilobată) cu părți laterale, longitudinale bulboase ca o pernă, curbate în jos în baza cupei, sub formă de șa insinuată și cu margini verticale. Odată cu înaintarea în vârstă, părțile laterale devin mai înșeuate, iar cupa devine mai neregulată, se aplatizează, de asemenea, se pliază în jos și are margini crenate. Regiunea fertilă (himeniul) inferioară poate fi brună ca pielea, gri-brună până la brun închis cu o tentă violetă, dar când este uscată negru-purpurie, iar suprafața sterilă (partea exterioară) catifelată (sub lupă fin lățoasă) este la marginea cea mai exterioară de un colorit ca himeniul, deschizându-se rapid în jos cenușiu-maro până la brun-gălbui.
- Piciorul: are o înălțime de 0,5-11, și o grosime de 0,4-2,5 (4) cm, este columnar zvelt, uneori comprimat, drept sau îndoit, cu baza ocazional ceva umflată. Coastele sunt puternic proeminente, cu margini rotunjite, rareori ușor brăzdate, de obicei nu foarte anastomozate, netede, terminându-se rapid în formă de pâlnie la baza cupei. Coloritul exterior este albicios, gri-gălbui până la maroniu deschis.
- Carnea: este în pălărie destul de subțire și fragilă, în picior elastică, chiar ceva tare. Culoarea poate fi de la cenușiu înspre maro deschis. Mirosul este plăcut aromatic, fungic și gustul blând și de ciuperci. [3][4][5]
- Caracteristici microscopice: are spori elipsoidali, netezi și hialini (translucizi), în mijloc cu o picătură uleioasă groasă, galbenă de paie, având o mărime de 17.4-23,2 x 10.5- 13.2 microni. Pulberea lor este albă. Ascele lungi de 350-300 x 18-20 microni conțin fiecare câte 8 spori se decolorează în difenilamină albastru. Parafizele (celule sterile între asce) late de 2-4 µm, puternic cianofile, care nu se decolorează cu o tinctură de iod, sunt regulate, omogene până la granulate, egale cu lungimea ascelor, cu vârfuri filiforme până slab clavate, îngroșate de 6-8 µm, cu pereți gălbui, un pigment extracelular, sus de culoare brun închisă, pereții fiind gălbui. Celulele terminale măsoară 90 x 150 (210) microni. Subhimneniul de 85-130 µm, cu un strat medular doar mărginit indistinct spre himeniu, numai puțin aliniat paralel, mai degrabă destul de împletit este cenușiu-hialin. Excipul (țesut marginal circular care formează bordul apoteciilor) mediu de aproximativ 210-350 µm, este țesut în  jumătatea superioară (în jur de 45-70 µm) spre himeniu slăbit cu spații de hife de 2-6 (9) µm clare,  în jumătatea inferioară mai dens. Excipul exterior se prezintă cu o dimensiune de (105) 160 x 280 microni, în partea exterioară ceva pufos-neregulat cu vilozități identificabile înalte de 100-150 µm și late de 60-110 µm, cu celule neregulate,  globuloase, alungit umflate sau în formă de butoi cu septe încorsetate. Jumătatea inferioara este pigmentată brun, la margine aproape tot așa ca vârfurile parafizelor, pălindu-se însă în jos.[5][11]
- Reacții chimice: nu sunt cunoscute.[5]

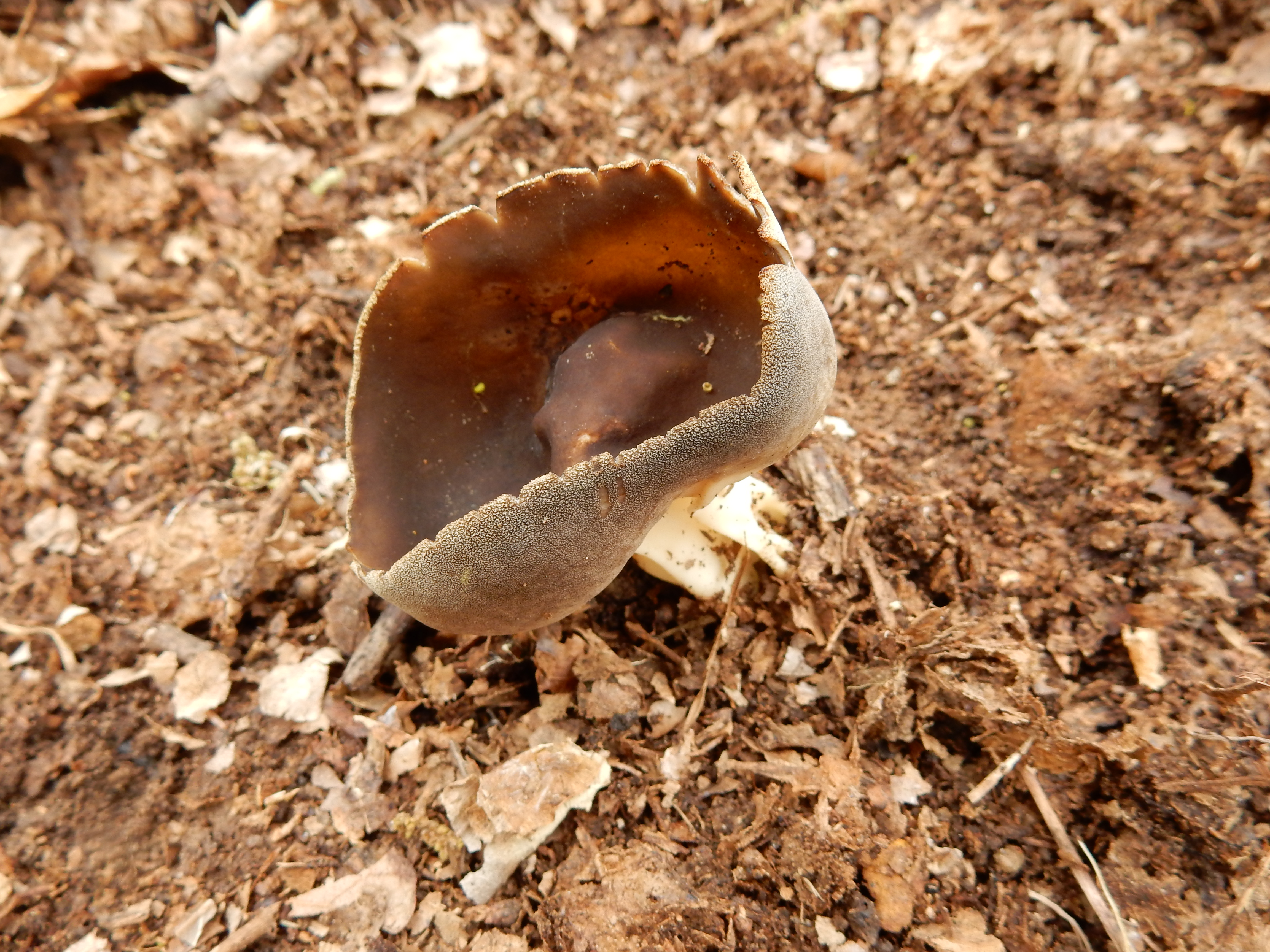
H. solitaria, ambele părți

## Confuzii
Helvella solitaria poate fi confundată cu specii asemănătoare ale ordinului Pezizales, ca de exemplu: Gyromitra infula tânără (comestibilă, destul de rară), Helvella albella (comestibilă), Helvella atra (comestibilă), Helvella compressa (comestibilă), Helvella elastica (comestibilă), Helvella ephippium (necomestibilă), Helvella fusca (comestibilă), Helvella lacunosa (comestibilă), Helvella macropus, Helvella monachella (comestibilă), Helvella queletii (comestibilă) sau cu Helvella spadicea (comestibilă).

## Specii de ciuperci asemănătoare

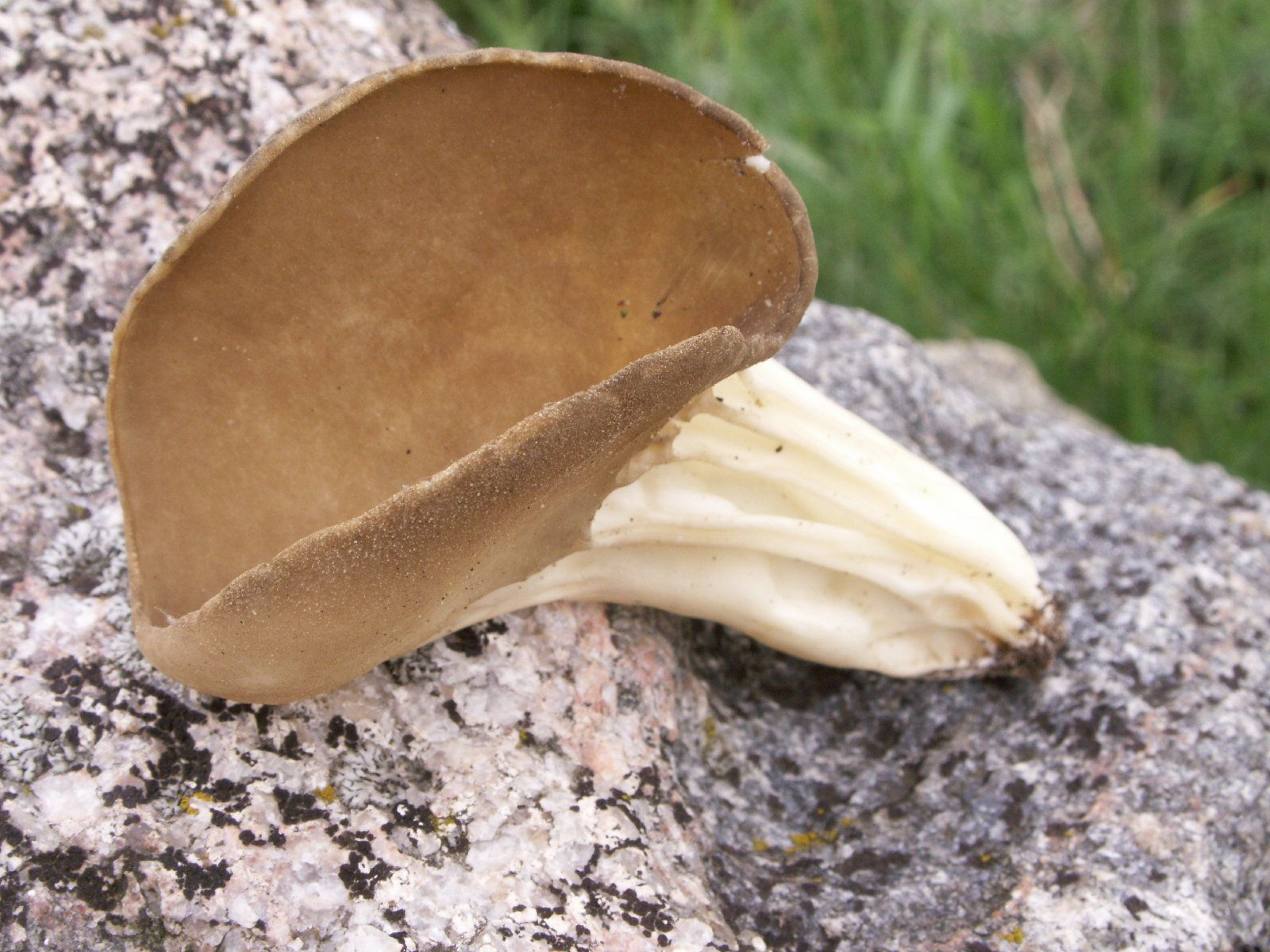
Helvella acetabulum
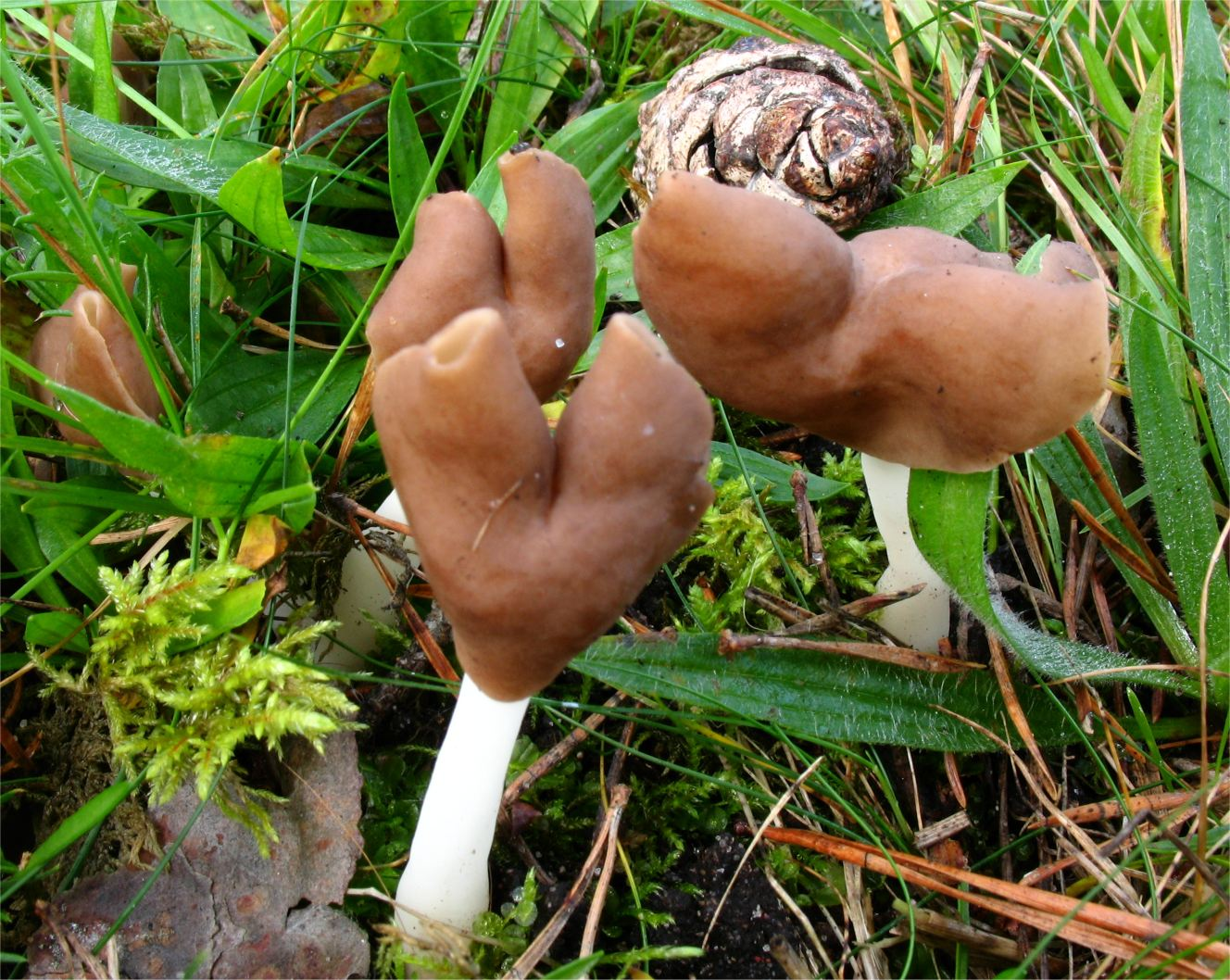
Helvella albella
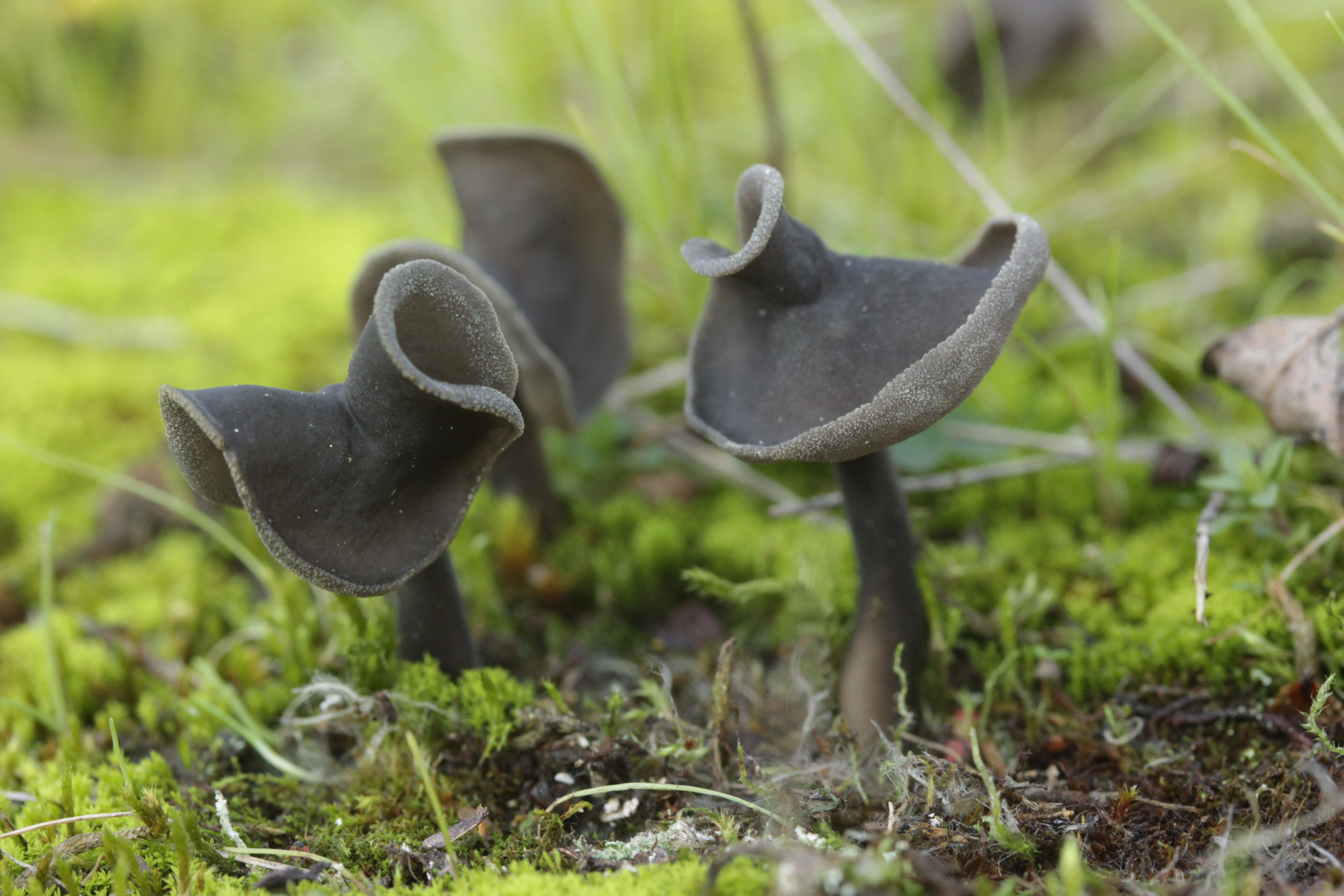
Helvella atra
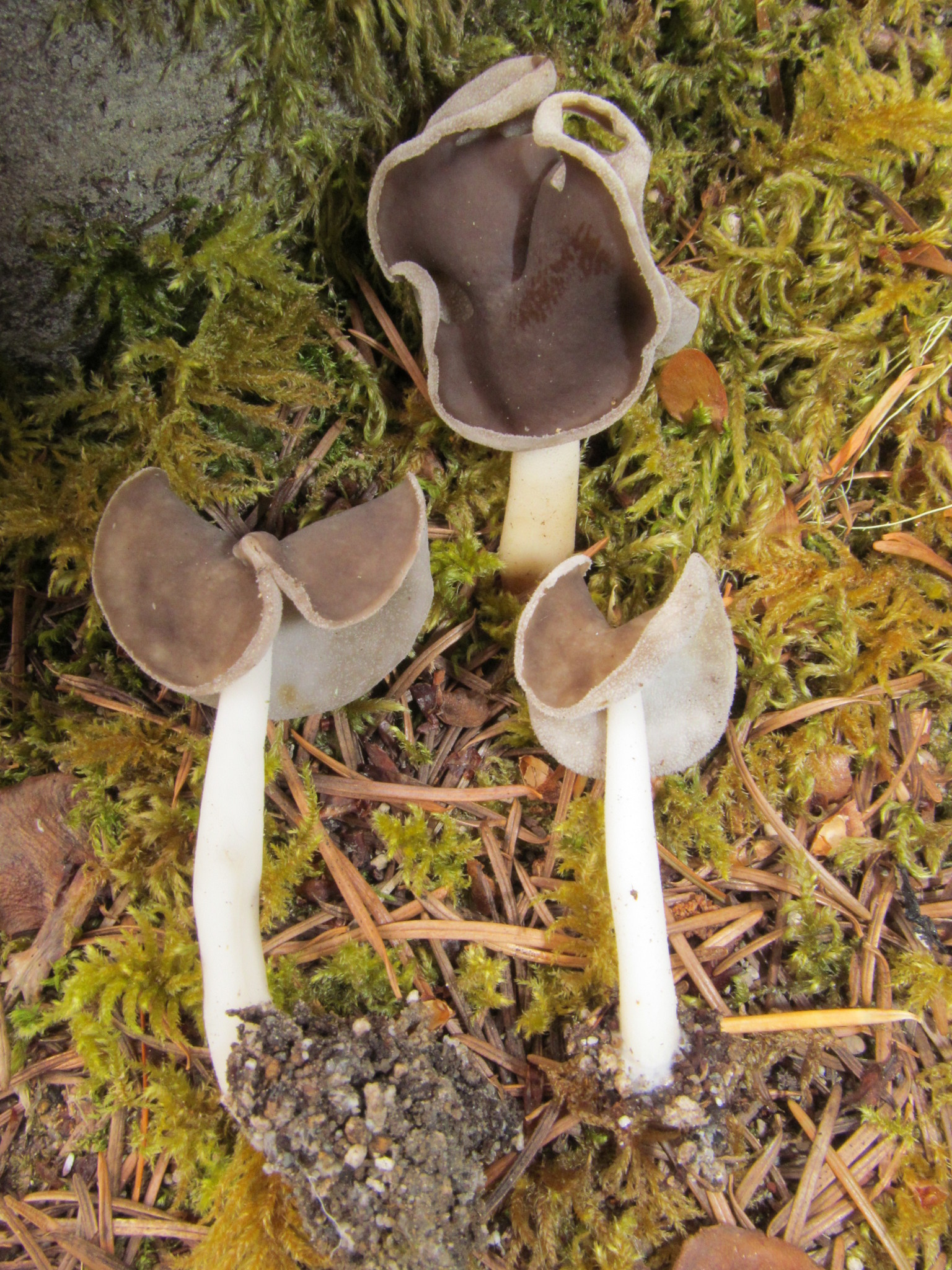
Helvella compressa

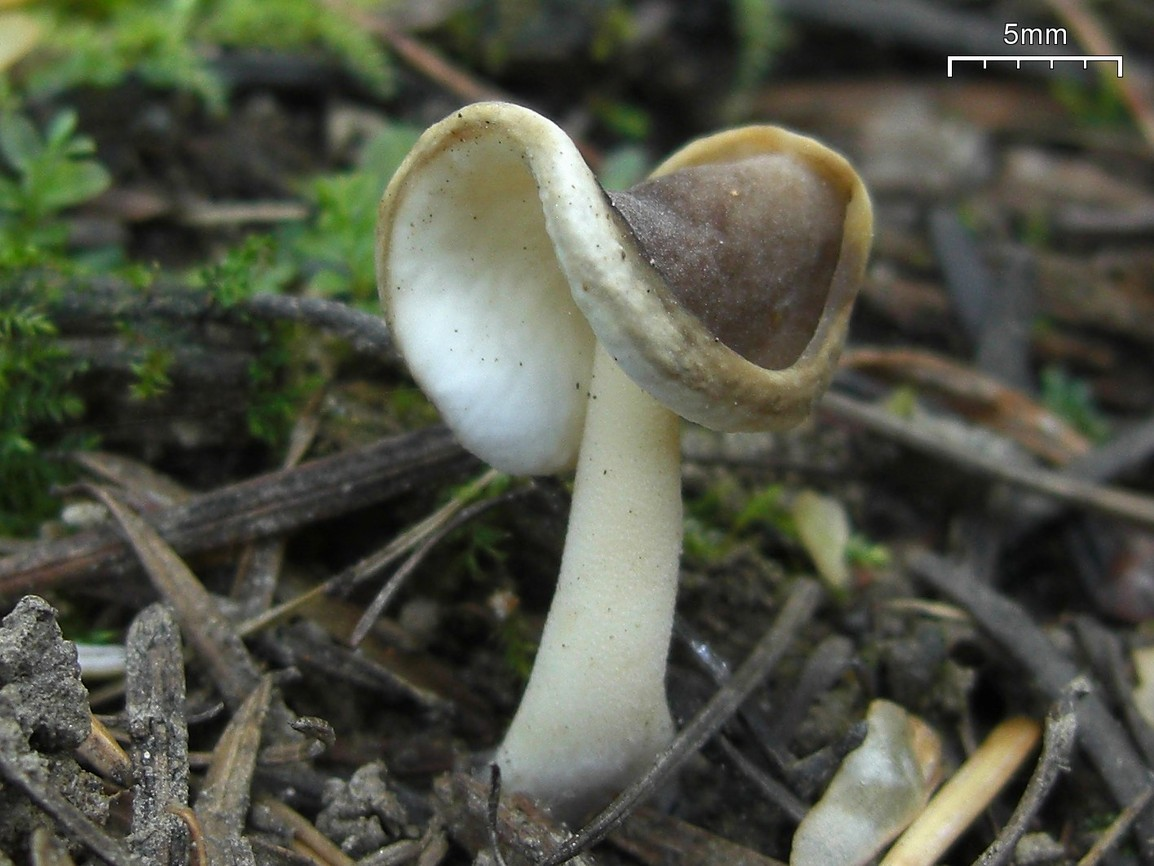
Helvella elastica
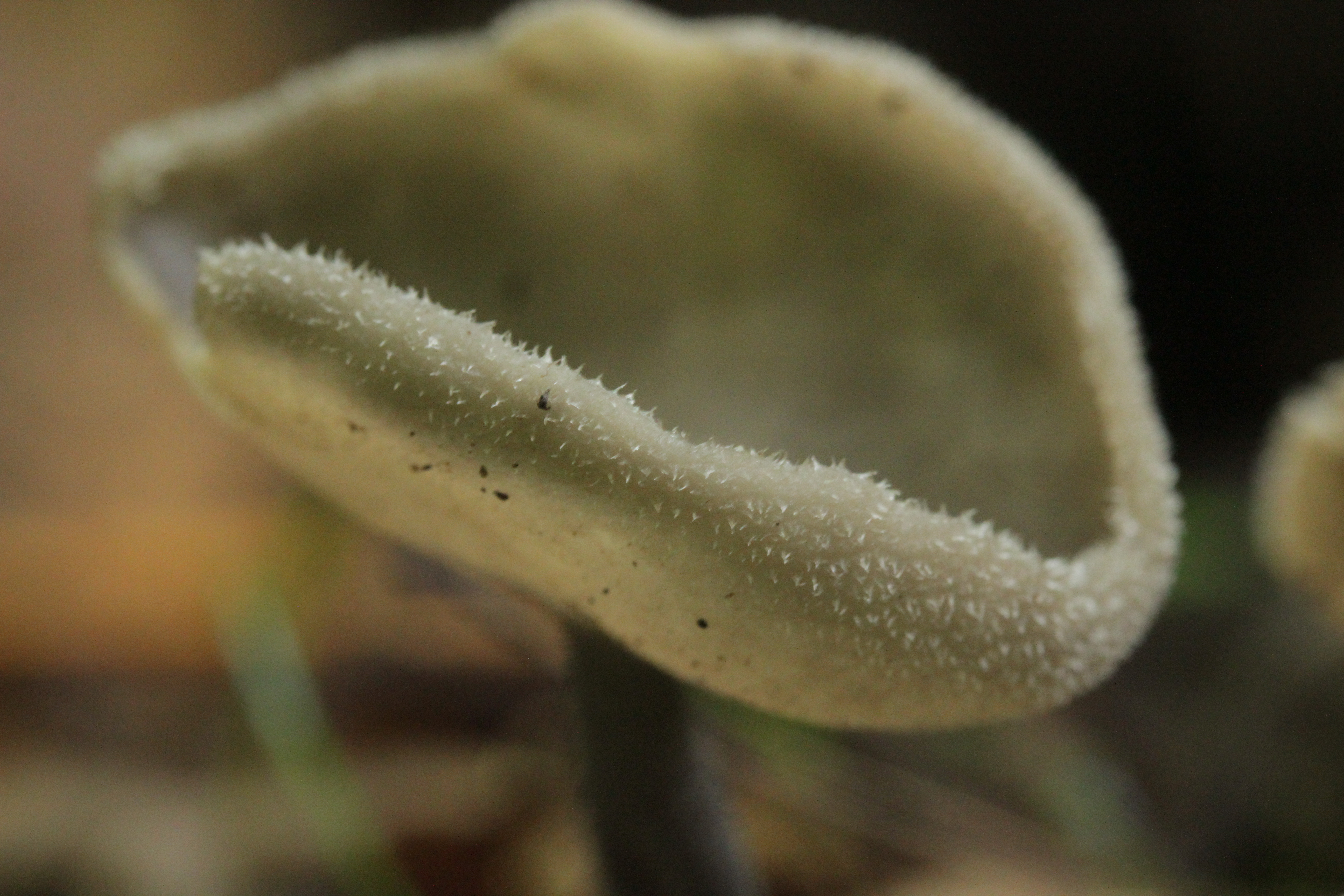
!Helvella ephippium!
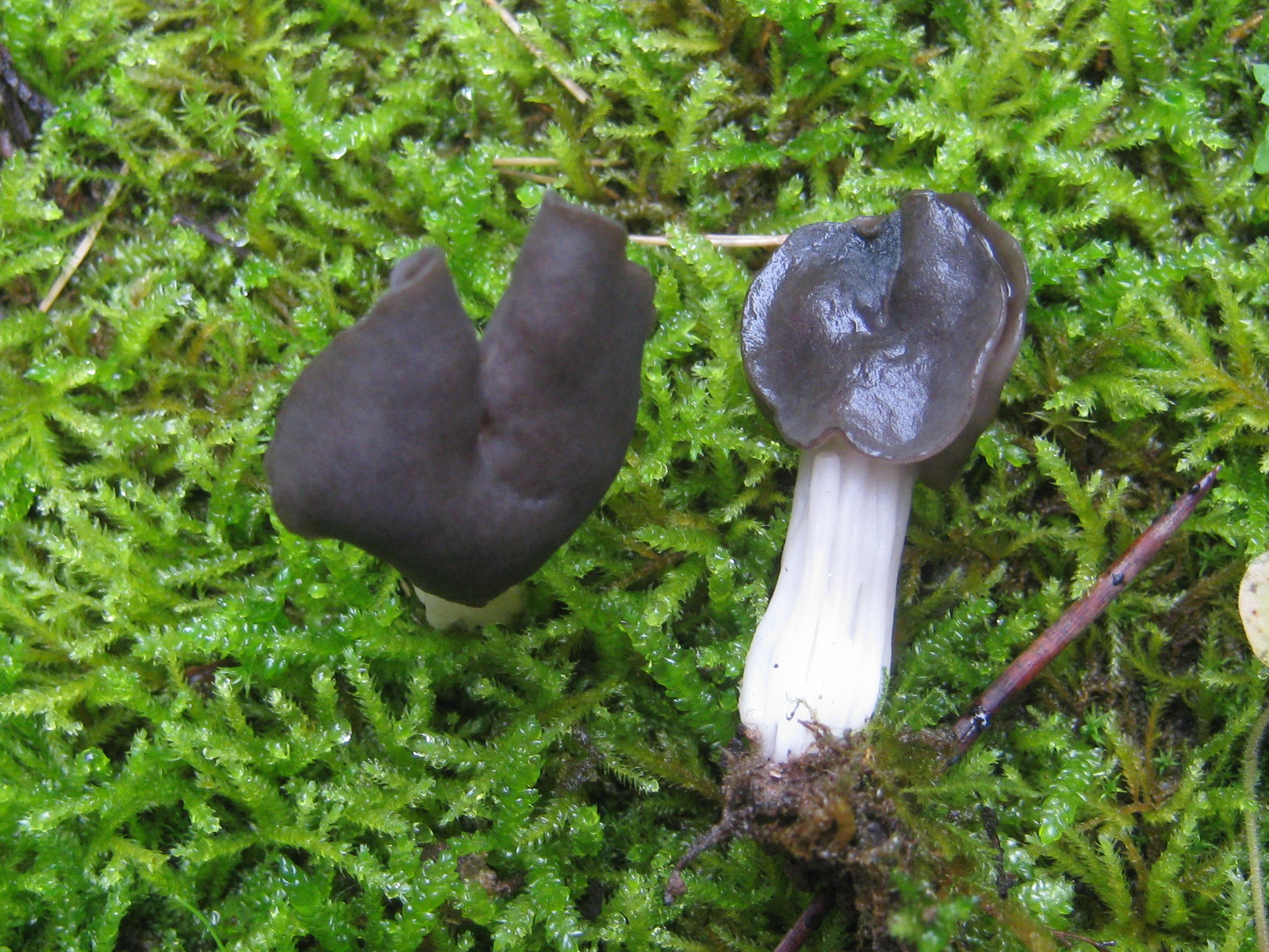
Helvella fusca
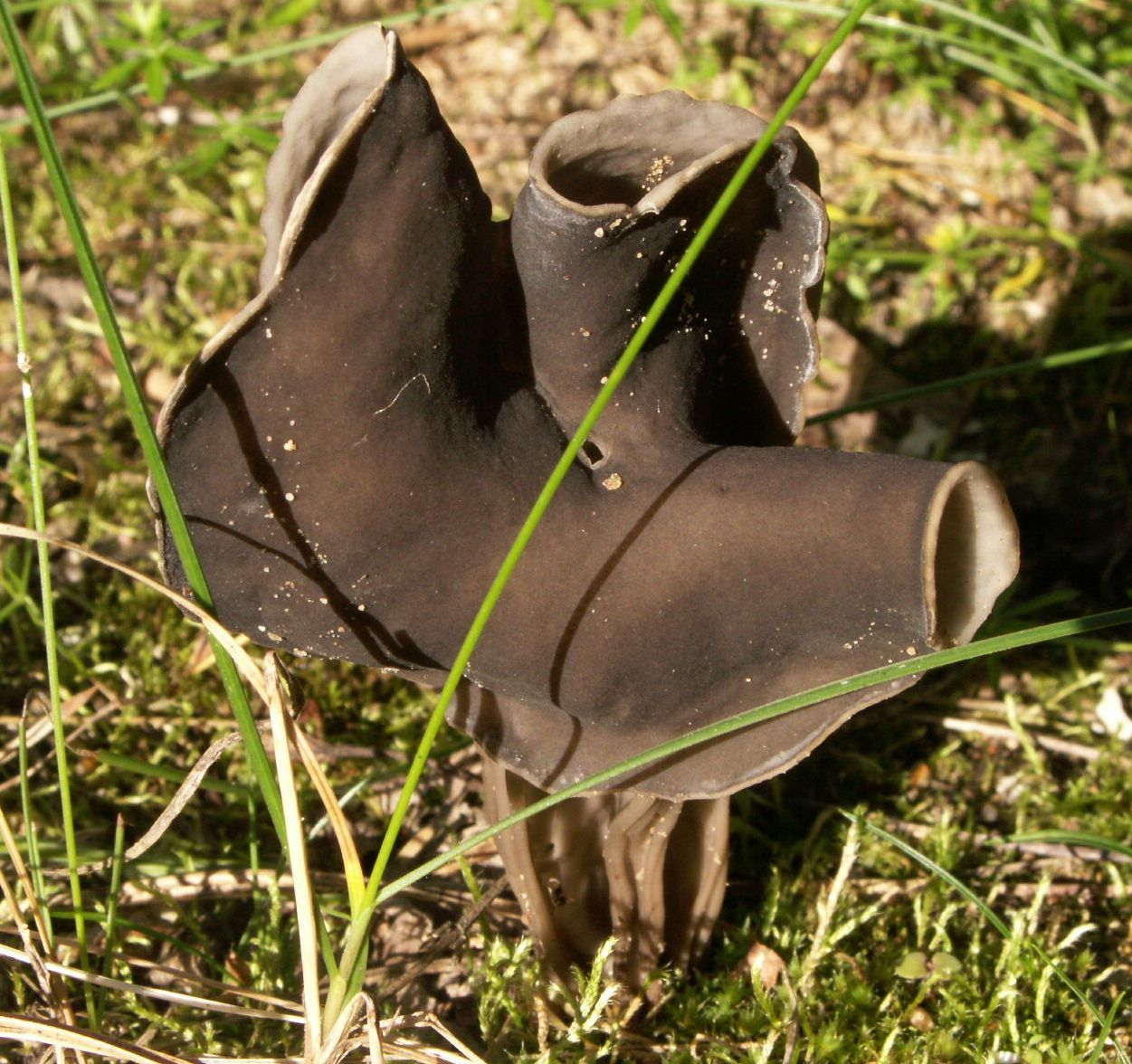
Helvella lacunosa

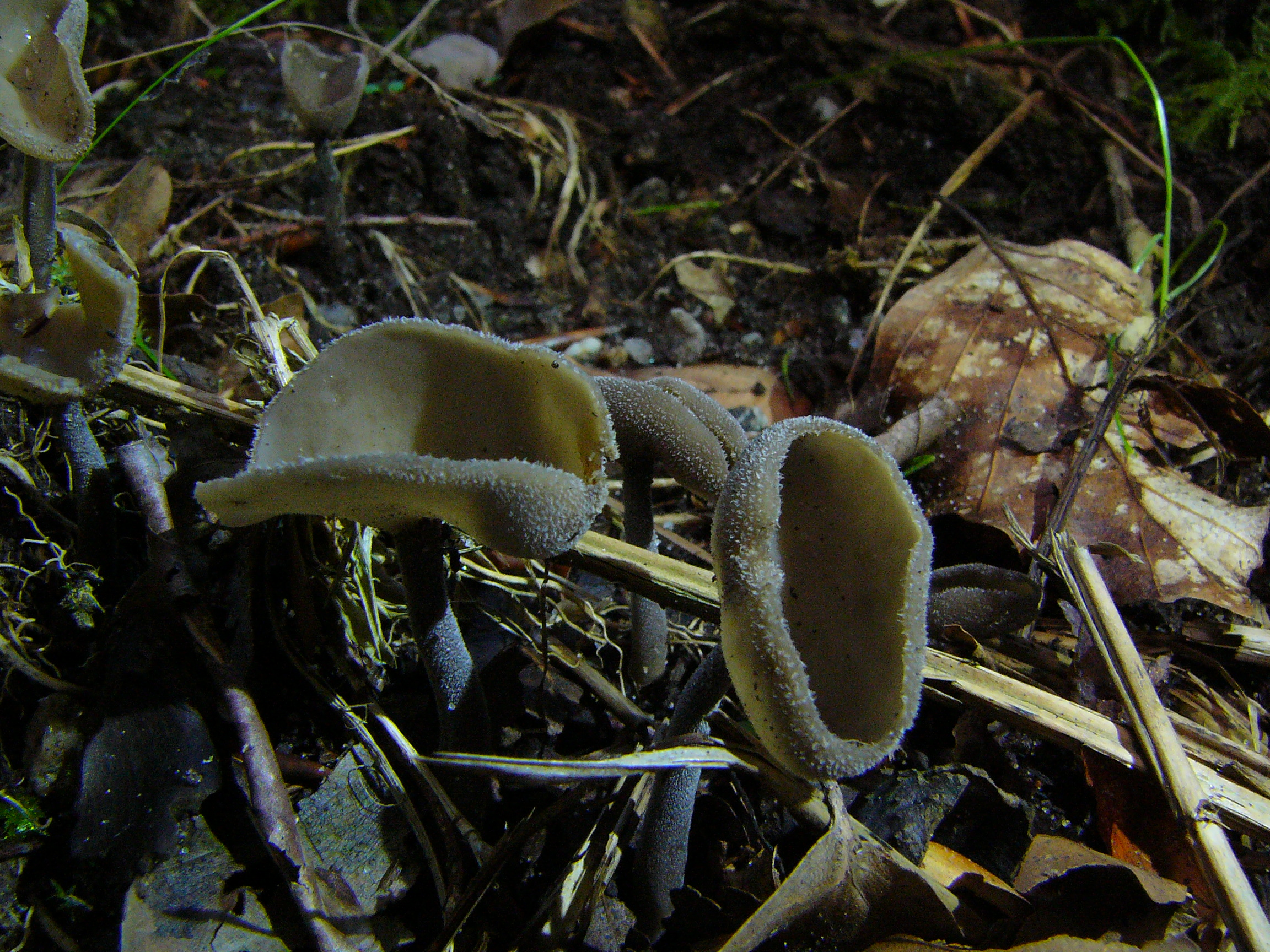
Helvella macropus
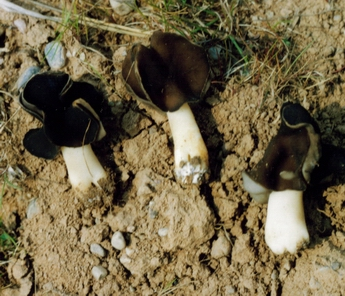
Helvella monachella
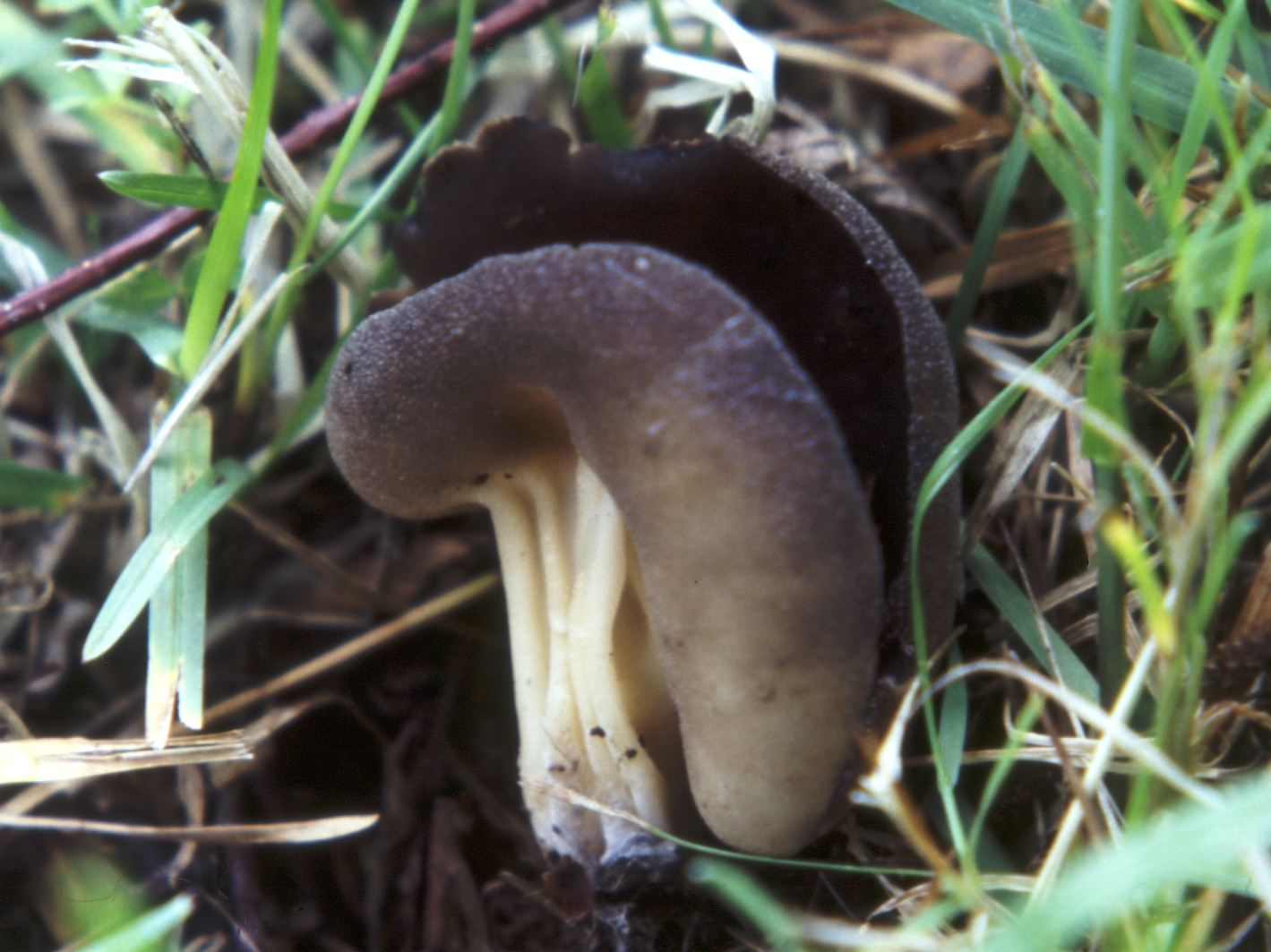
Helvella queletii
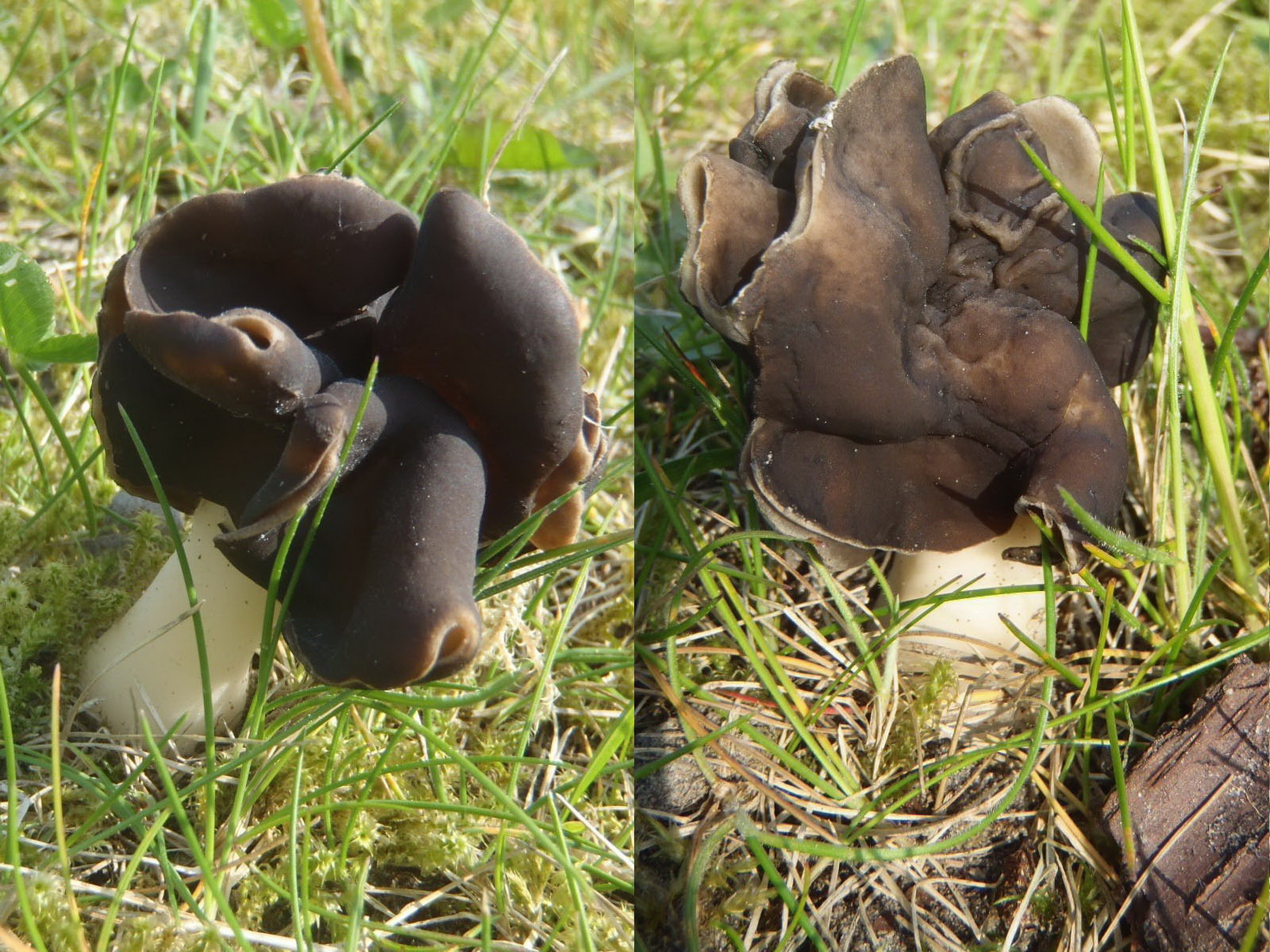
Helvella spadicea

## Valorificare
Helvella solitaria este comestibilă. Deși unii o declară necomestibilă din cauza piciorului ceva tare, alții o apreciază datorită mirosului și gustului plăcut, de exemplu în Italia. Dați seama că și această ciupercă conține ceva giromitrină. De aceea trebuie gătită cel puțin 15-20 de minute pentru ca toxina prezentă să se evaporeze.

## Bibiliografie
- Bruno Cetto: „I funghi dal vero”, vol. 1-7, Editura Arte Grafiche Saturnia, Trento 1976-1993 (pentru cercetarea în total)
- Michael Beug,Alan E. Bessette, ‎Arleen R. Bessette: „Ascomycete Fungi of North America: A Mushroom Reference Guide”, Editura University of Texas Press, Austin 2014, ISBN: 978-0-292-75452-2
- Wolfgang Beyer: „Pilzflora von Bayreuth und Umgebung, vol. 5 al Libri botanici”, Editura IHW-Verlag, Eching 1992, ISBN: 978-3980-30831 1
- Bulgarian Mycological Society (ed.): „Mycologia Balcanica”, vol. 1-3, Editura societății, Sofia 2004
- Francisco de Diego Calonge: „Guía de bolsillo para el buscador de setas”, Editura Edizioni Mundi-Prensa, Madrid-Barcelona-Mexico 2009, ISBN: 978-84-8476-375-8
- Dennis E. Desjardin, Michael G. Wood, Frederick A. Stevens: “California Mushrooms: The Comprehensive Identification Guide”, Editura TIMBER PR INC; Illustrated edition, Portland, Oregon, 2015, ISBN-13: ‎978-160-4-69353-9
- Andreas Gminder, Peter Karasch: „Das Kosmos Handbuch Pilze: Mit über 1200 Zeichnungen“ - 1400 Arten im Porträt“, Editura Franckh-Kosmos, Halberstadt 2023, ISBN 978-3-440-17027-4
- Meinhard Michael Moser: „Kleine Kryptogamenflora der Pilze – vol. II a.: „Höhere Phycomyceten und Ascomyceten”, Editura Gustav Fischer, Jena 1963
- Juan Antonio Sánchez Rodríguez: „Setas comestibles y tóxicas. Diferencias y semejanzas”, Editura Ediciones Mundi-Prensa, Madrid 2012, ISBN: 978-84-8476-507-3